# 2016 în Republica Moldova
2014 - 2015 - 2016 - 2017 - 2018
2016 în Republica Moldova a însemnat o serie de noi evenimente notabile.

## Evenimente

### Ianuarie
- 13 ianuarie: Președintele Republicii Moldova, Nicolae Timofti, a respins propunerea de a-l desemna pe controversatul om de afaceri Vladimir Plahotniuc pentru funcția de prim-ministru.
- 20 ianuarie: Republica Moldova: În urma învestirii guvernului condus de Pavel Filip, mii de persoane au protestat în fața clădirii parlamentului de la Chișinău.[1]
- 26 ianuarie: România oferă Republicii Moldova un împrumut de 60 de milioane de euro pentru a o ajuta la oprirea colapsului economic și pentru a o păstra pe un curs pro-european, cu condiția ca guvernul Republicii Moldova să implementeze reforme majore. Fonduri guvernamentale au fost necesare pentru a acoperi mai mult de 1 miliard de dolari care "au dispărut" de la trei bănci din Republica Moldova în luna noiembrie 2014. În capitala Chișinău, în frig, 15.000 de persoane au protestat în 24 ianuarie față actualul guvern și au cerut noi alegeri. Prim-ministrul Pavel Filip, care a preluat mandatul săptămâna trecută, este al șaselea prim-ministru al țării într-un an.

### Iunie
- 2 iunie: Un elicopter medical românesc SMURD s-a prăbușit în localitatea Haragâș din Republica Moldova. Cele patru persoane aflate la bord (pilot, copilot, medic și asistent) au decedat.

### August
- 4 august: Grupul Operativ al trupelor rusești din Transnistria (GOTR) împreună cu cele transnistrene simulează respingerea unui atac „terorist” asupra instalațiilor de purificare a apei. Conform scenariului, Pentru a-i înfrânge pe „teroriștii” imaginari, forțele rusești si transnistrene trec Nistrul la fel ca în cazul unei invazii reale a Republicii Moldova.[2]
- 5 – 21 august - 23 de atleți din Republica Moldova au  concurat la Jocurile Olimpice de vară din 2016 de la  Rio de Janeiro, Brazilia în cadrul a 9 discipline: atletism, caiac-canoe, haltere, judo, lupte, natație, taekwondo, tenis și tir cu arcul.[3]
- 16 august - Serghei Tarnovschi a obținut medalia de bronz la caiac canoe.

### Octombrie
- 30 octombrie -  Alegeri prezidențiale în Republica Moldova, 2016

### Noiembrie
- 13 noiembrie -  Alegeri prezidențiale în Republica Moldova turul II; candidații rămași în cursă au fost Igor Dodon și Maia Sandu

### Decembrie
- 23 decembrie - Socialistul Igor Dodon a preluat mandatul de președinte al Republicii Moldova[4]